# فدراسیون فوتبال ساموآی آمریکا
فدراسیون فوتبال ساموآی آمریکا (انگلیسی: Football Federation American Samoa) نهاد اداره‌کننده مسابقات فوتبال و فوتسال در کشور ساموآی آمریکا است.
این فدراسیون که در سال ۱۹۸۴ تأسیس شده عضو کنفدراسیون فوتبال اقیانوسیه و فیفا نیز می‌باشد و مقر آن در شهر پاگو پاگو است.